# Steve Buscemi
Steven Vincent Buscemi (sám vyslovuje [busemi], původní italská výslovnost je však [bušemi]) (* 13. prosince 1957, Brooklyn, New York) je americký filmový a divadelní herec a filmový režisér.

## Mládí
Buscemi se narodil v newyorském Brooklynu. Jeho otec, John Buscemi, původem z Itálie, je veterán z korejské války, jeho matka je anglického a holandského původu.
Steven vystudoval Valley Stream Central High School (ročník 1976). Po dvou letech nastoupil na Berklee College of Music v Bostonu, kde studoval vokální vystupování. Po třech semestrech studium ukončil a hledal uplatnění v různých konkurzech. V letech 1980 až 1984 pracoval jako hasič v New York City.

## Kariéra
Jeho první velkou rolí byl Richard Ganoug ve snímku Parting Glances z roku 1986. Ve stejné době se také stává členem experimentální divadelní skupiny The Wooster Group.
Mezi Buscemiho nejznámější role patří Mr. Pink ze snímku Gauneři, Rockhound (Armageddon), Donny (Big Lebowski) nebo Carl Showalter (Fargo). Rovněž propůjčil svůj hlas Randallovi z animovaného snímku Příšerky s.r.o. Kromě vedlejších rolí zaznamenal velký úspěch i v hlavních rolích, např. ve snímku Přízračný svět (Ghost World).
Buscemi často hraje paranoidní a neurotické postavy. Často byl obsazován do filmů bratří Coenů, přičemž v každém z těchto snímků se objevuje na dobu kratší, než ve snímku předchozím.
V dubnu roku 2001, v době natáčení filmu Malý svědek ve Wilmingtonu (Severní Karolína), byl pobodán, když se připletl do barové rvačky mezi svým dobrým přítelem Vincem Vaughnem, scenáristou Scottem Rosenbergem a místním mužem Timothym Fogertym, jež údajně rvačku vyprovokoval.
V roce 2003 účinkoval jako host (tzv. guest star) v jedné z epizod seriálu Simpsonovi, kde hrál sám sebe.
V roce 2004 přijal roli v seriálu Rodina Sopránů, v němž ztvárnil postavu Tonyho Blundetta, bratrance Tonyho Soprana. S tímto dílem je spjat rovněž jako režisér, divácky velmi oblíbené epizody, Pine Barrens ze třetí série a poté také z páté epizody ze šesté série (ve třetí epizodě, stejné série se objevil jako vyhazovač venkovského klubu ve snu Tonyho Soprana).

### Režie

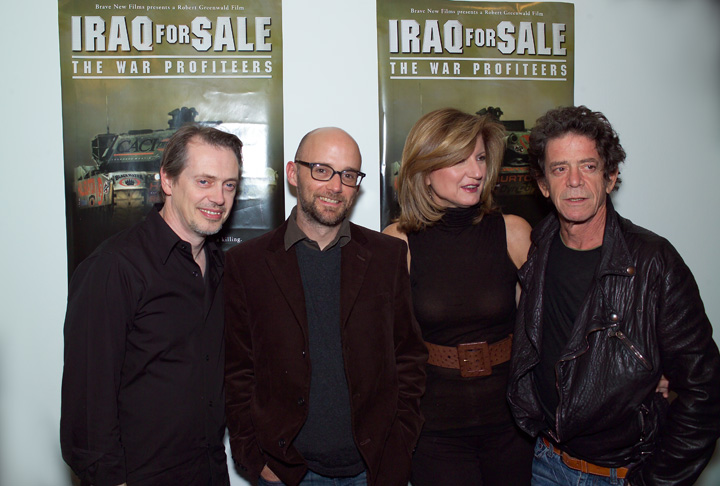
Zleva: Steve Buscemi, Moby, Arianna Huffington a Lou Reed během akce pořádané organizací MoveOn.org, v pozadí plakát k dokumentu Iraq for Sale: The War Profiteers, říjen 2006, New York

Mimo herectví se Buscemi uplatnil i jako filmový režisér: Můj nejmilejší bar (1996), Věznice (2000), Samotář Jim (2005) a Interview (2007).
Kromě těchto filmů a již zmíněného seriálu Rodina Sopránů režíroval i několik epizod seriálu Homicide: Life on the Street a dvě ze seriálového dramatu Oz z produkce HBO (U.S. Male a Cuts Like a Knife).
V roce 2015 bylo oznámeno, že bude režírovat adaptaci románu Solo Pass od Ronalda De Fea. Rovněž měl režírovat adaptaci knihy Teplouš od Williama Sewarda Burroughse.

## Soukromý život
Den po teroristických útocích na New York se přihlásil jako dobrovolník ke své bývalé jednotce, kde týden pracoval dvanáct hodin denně na Ground Zero, kde hledal přeživší. Odmítl účast kamer a snažil se pracovat anonymně. O svém angažmá se nechlubil a na veřejnost proniklo jen díky zveřejnění jeho jména na seznamu zasahujících hasičů na facebookové stránce Brotherhood of Fire v roce 2013.
Od roku 1987 byl ženatý s choreografkou a filmařkou Jo Andres. Roku 1991 se jim narodil syn Lucian, který se živí jako herec a hudebník. Jeho manželka zemřela v roce 2019. V současnosti[kdy?] žije v Brooklynu.

## Drobnosti
- Postavy, jež hraje ve filmech s Adamem Sandlerem, jsou většinou šilhající.
- V amerických prezidentských volbách v roce 2004 podporoval Johna Kerryho.

## Filmografie
U některých filmů je uveden pouze dabing.

### Filmy
- The Way It Is (1985)
- Tommy's (1985)
- Sleepwalk (1986)
- Parting Glances (1986)
- No Picnic (1986)
- Film House Fever (1986)
- Kiss Daddy Goodnight (1987)
- Arena Brains (1987)
- Srdce (1987)
- Vibrace (1988)
- Call Me (1988)
- Srdce půlnoci (1988)
- Otroci New Yorku (1989)
- Káva a cigarety II (1989)
- Vražda na Broadwayi (1989)
- Povídky z New Yorku (1989)
- Tajuplný vlak (Mystery Train, 1989)
- Příběhy z temnot: Film (1990)
- Force of Circumstance (1990)
- Král New Yorku (King of New York, 1990)
- Švindlíři (1990)
- Millerova křižovatka (Miller's Crossing, 1990)
- Barton Fink (1991)
- Zandalee (1991)
- Life Is Nice (1991)
- Billy Bathgate (1991)
- Průšvih (In the Soup, 1992)
- Gauneři (Reservoir Dogs, 1992)
- What Happened to Pete (1992)
- Twenty Bucks (1993)
- Vycházející slunce (1993)
- Ed and His Dead Mother (1993)
- Claude (1993)
- Pátrání po Jednookém Jimovi (The Search for One-eye Jimmy, 1994)
- Záskok (The Hudsucker Proxy, 1994)
- Rockeři (Airheads, 1994)
- Pulp Fiction: Historky z podsvětí (1994)
- Somebody to Love (1994)
- Billy Madison (1995)
- Život v oblouznění (Living in Oblivion, 1995)
- Co dělat v Denveru, když člověk nežije (Things to Do in Denver When You're Dead, 1995)
- Desperado (1995)
- Fargo (1996)
- Black Kites (1996)
- Útěk z L.A. (Escape from L.A., 1996)
- Můj nejmilejší bar (Trees Lounge, 1996)
- Con Air (1997)
- Opravdová blondýnka (1997)
- Big Lebowski (1998)
- Louis & Frank (1998)
- Podvodníci (The Impostors, 1998)
- Píseň pro nevěstu (The Wedding Singer, 1998)
- Armageddon (1998)
- Velký táta (Big Daddy 1999)
- Přízračný svět (Ghost World, 2000)
- 28 dní (28 Days, 2000)
- Věznice (Animal Factory, 2000)
- Malý svědek (Domestic Disturbance, 2001)
- Final Fantasy: Esence života (dabing, Final Fantasy: The Spirits Within, 2001)
- Šedá zóna (The Grey Zone, 2001)
- Bouchači a bouchačky (2001)
- Love in the Time of Money (2001)
- Příšerky s.r.o. (dabing, Monsters, Inc., 2001)
- Mr. Deeds – Náhodný milionář (Mr. Deeds, 2002)
- Projekt Laramie (The Laramie Project, 2002)
- Spy Kids 2: Ostrov ztracených snů (Spy Kids 2: Island Of Lost Dreams, 2002)
- Spy Kids 3-D: Game Over (2003)
- Kafe a cigára (Coffee and Cigarettes, 2003)
- Velká ryba (Big Fish, 2003)
- U nás na farmě (dabing, Home on the Range, 2004)
- Samotář Jim (Lonesome Jim, 2005) – pouze režie
- Who's the Top? (2005)
- Ostrov (The Island, 2005)
- Romance a cigarety (2005)
- Paříži, miluji tě (2006)
- V tom domě straší! (dabing; 2006)
- Šarlotina pavučinka (dabing; 2006)
- Opilí slávou (2006)
- Umění musí bolet (2006)
- Moje žena a jiné katastrofy (2007)
- Interview (2007)
- Když si Chuck bral Larryho (2007)
- Igor (dabing; 2008)
- Mládí v hajzlu (Youth in Revolt, 2009)
- Posel (The Messenger, 2009)
- Krásný Harry (Handsome Harry, 2009)
- Saint John of Las Vegas (2009)
- Rage (2009)
- John Rabe – Ctihodný občan Třetí Říše (2009)
- G-FORCE (dabing, 2009)
- Pete Smalls Is Dead (2010)
- Machři (Grown Ups, 2010)
- The Chosen One (2010)
- Policejní divize Rampart (2011)
- Na cestě (On the Road, 2012)
- Hotel Transylvánie (dabing, 2012)
- Univerzita pro příšerky (dabing, 2013)
- Machři 2 (Grown Ups 2, 2013)
- Kouzelníci (2013)
- Khumba (dabing, 2013)
- Čas beznaděje (2014)
- Švec (2014)
- Šest směšných (The Ridiculous 6, 2015)
- Hotel Transylvánie 2 (dabing, 2015)
- Mildred & The Dying Parlor (2016)
- Norman: Mírný vzestup a tragický pád stratéga z New Yorku (2016)
- Lean on Pete (2017)
- Mimi šéf (dabing, 2017)
- Ztratili jsme Stalina (2017)
- Transformers: Poslední rytíř (dabing, 2017)
- The Week Of (2018)
- Hotel Transylvánie 3: Příšerózní dovolená (dabing, 2018)
- Nancy (2018)
- Mrtví neumírají (2019)
- Hubieho Halloween (2020)
- The King of Staten Island (2020)
- Hotel Transylvánie: Transformánie (dabing, 2021)
- The Listener (2022) – pouze režie

### Seriály
- Not Necessarily the News (1983–1986) – 2 epizody
- Miami Vice (1986) – 1 epizoda1
- The Equalizer (1987) – 1 epizoda
- Villém Tell (1988) – 1 epizoda
- Osamělá holubice (1989) – 2 epizody
- Against the Law (1990) – 1 epizoda
- Příšery (1990) – 1 epizoda
- Právo v Los Angeles (1991) – 1 epizoda
- Jsem do tebe blázen (1992) – 1 epizoda
- The Adventures of Pete & Pete (1992–1994) – 3 epizody
- Příběhy ze záhrobí (1993) – 1 epizoda (herec), 1 epizoda (režisér)
- Zločin v ulicích (1995–1998) – 1 epizoda
- Oz (1999–2001) – 2 epizody (režisér)
- Baseball Wives (2002) – režisér pilotního dílu, další epizody nevznikly
- Simpsonovi (2003–2007) – 2 epizody
- Rodina Sopránů (2004–2006) – 14 epizod (herec), 4 epizody (režisér)
- Studio 30 Rock (2007–2016) – 6 epizod (herec), 2 epizody (režisér)
- Pohotovost (2008) – 1 epizoda
- Sestřička Jackie (2009–2011) – 6 epizod (režisér)
- Impérium – Mafie v Atlantic City (2010–2014) – 56 epizod
- Portlandia (2011–2017) – 5 epizod (herec), 4 epizody (režisér)
- Park Bench with Steve Buscemi (2014–2015) – 27 epizod (herec a režisér)
- The Jim Gaffigan Show (2015) – 1 epizoda
- Horace and Pete (2016) – 9 epizod
- Unbreakable Kimmy Schmidt (2016–2019) – 2 epizody (herec; v jedné pouze hlas), 1 epizoda (režisér)
- Bobovy burgery (2016) – 1 epizoda
- Neo Yokio (2017) – 2 epizoday
- Philip K. Dick's Electric Dreams (2017) – 1 epizoda
- Broad City (2017) – 1 epizoda
- Spongebob v kalhotách (dabing; 2017) – 1 epizoda
- Full Frontal with Samantha Bee (2017) – 1 epizoda
- Elena z Avaloru (hlas; 2018) – 1 epizoda
- Nebe s.r.o. (2019–2021) – 27 epizod (herec), 3 epizody (režisér)
- Scooby-Doo, hádej kdo je tu? (2020) – 1 epizoda
- Rick a Morty (2021) – 1 epizoda